# Adriano Bernardini
Adriano Bernardini (Piandimeleto, 13 de agosto de 1942) é um clérigo italiano e diplomata emérito da Santa Sé.

## Biografia
O Prefeito da Prefeitura de Assuntos Econômicos da Santa Sé, Egidio Vagnozzi, o ordenou sacerdote em 31 de março de 1968. Em 1973, Bernardini ingressou no serviço diplomático da Santa Sé e trabalhou nas nunciaturas no Paquistão, Venezuela e Espanha, entre outros lugares. Em 7 de janeiro de 1989, foi nomeado Charge d'Affaires na Nunciatura de Taiwan.
Em 20 de agosto de 1992, o Papa João Paulo II o nomeou Arcebispo titular pro hac vice de Falerii e Núncio Apostólico em Bangladesh. O Cardeal Secretário de Estado cardeal Angelo  Sodano concedeu sua consagração episcopal em 15 de novembro do mesmo ano; Os co-consagradores foram Josip Uhač, Secretário da Congregação para a Evangelização dos Povos, e Remigio Ragonesi, Bispo Auxiliar de Roma.
Em 15 de junho de 1996 foi nomeado Núncio Apostólico em Madagascar, Maurício e Seychelles. Em 24 de julho de 1999 foi nomeado Núncio Apostólico na Tailândia, Singapura e Camboja e Delegado Apostólico em Brunei Darussalam, Mianmar, Malásia e Laos. Em 26 de abril de 2003 foi nomeado Núncio Apostólico na Argentina. Papa Bento XVI nomeou-o em 15 de novembro de 2011 Núncio Apostólico na Itália e San Marino.
Em 4 de outubro de 2017, o Papa Francisco o nomeou membro da Congregação para a Evangelização dos Povos.